# Voorofsche Polder (Waddinxveen)
De Voorofsche Polder is een polder en een voormalig waterschap in de gemeenten Boskoop en Waddinxveen in de Nederlandse provincie Zuid-Holland. De langgerekte polder is gelegen aan de westzijde van de Gouwe tussen Boskoop en Waddinxveen.
Het waterschap was verantwoordelijk voor de vervening, drooglegging en later de waterhuishouding in de polder.